# Список умерших в 1103 году

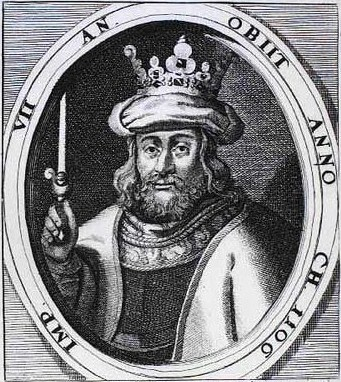
Эрик I

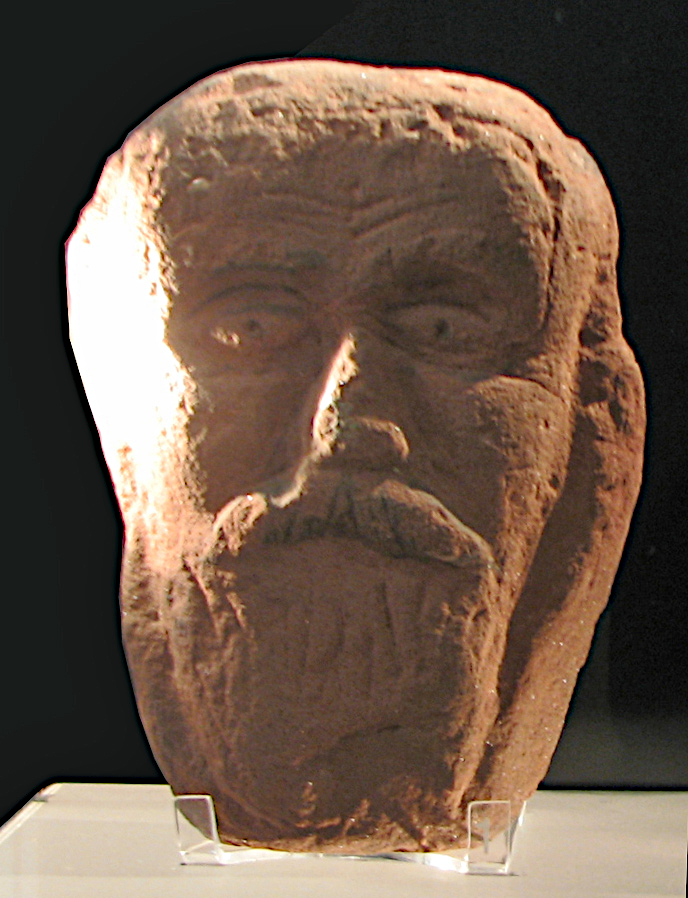
Магнус III Голоногий

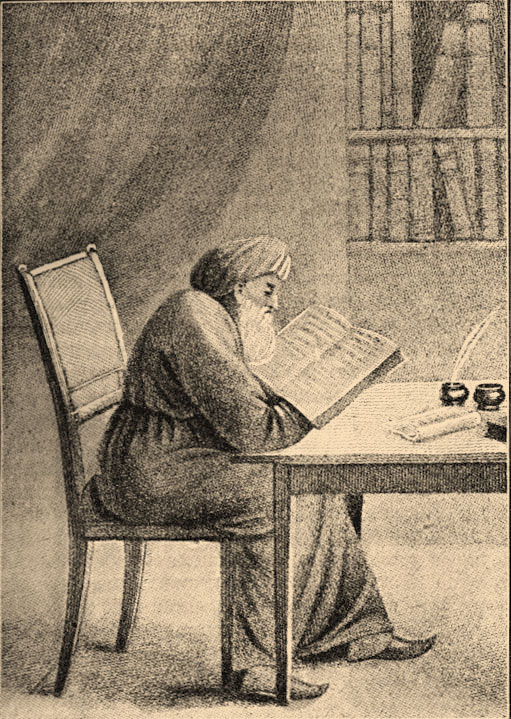
Ицхак Альфаси

В этой статье представлен список известных людей, умерших в 1103 году.
См. также: Категория:Умершие в 1103 году

## Январь
- 17 января — Фрутольф из Михельсберга — немецкий хронист, монах-бенедиктинец, приор аббатства Святого Михаила на горе Михельсберг в Бамберге, автор «Всемирной хроники» (лат. Chronicon universale) и трактатов по теории музыки.

## Март
- 21 марта — Сибилла Конверсанская — герцогиня Нормандии, жена Роберта III Куртгёза.
- 23 марта — Эд I Боррель (Рыжий) — герцог Бургундии (1079—1103). Участник арьергардного крестового похода. Умер в плену.

## Апрель
- 4 апреля:
  - Алтунопа — половецкий хан;
  - Асуп — половецкий хан;
  - Белдюз — половецкий хан;
  - Урусоба — половецкий хан.

## Май
- Эбль II де Руси — граф де Руси (ок. 1063—1103), французский полководец

## Июль
- 10 июля — Эрик I Добрый — король Дании (1070? —1103)

## Август
- 23 августа — Магнус III Голоногий — король Норвегии (1093—1103). Погиб в Ирландии

## Октябрь
- 14 октября — Гумберт II Сильный — граф Савойи (1072—1103)

## Дата неизвестна или требует уточнения
- Бодиль Турготсдаттер — королева-консорт Дании (1095—1103), жена короля Эрика I
- Гавриил Мелитенский — последний князь Милитены. Погиб при осаде Милитены турками-сельджуками
- Генрих I Старший — граф Айленбурга (1075—1103), маркграф Лужицкой марки (1081—1103), маркграф Мейсена (1081—1103). Погиб в борьбе против славян.
- Гиомар II — виконт Леона (?—1103)
- Елена — Великая княгиня Киевская, жена Великого князя Киевского Святополка Изяславича.
- Ицхак Альфаси — духовный лидер еврейства Испании и Северной Африки
- Куно фон Нортхейм — граф фон Бейхлинген.
- Осборн ФицОсборн[англ.] — епископ Эксетера (1072—1103)
- Се Лянцзо — философ-неоконфуцианец
- Сибилла Бургундская — герцогиня консорт Бургундии (1080—1103), жена герцога Эда I
- Уильям Фирматус[англ.] — нормандский отшельник и паломник, святой римско-католической церкви.
- Якути — сельджукский военачальник.